# Aitilia
Aitilia is een geslacht van uitgestorven kreeftachtigen uit de klasse van de Ostracoda (mosselkreeftjes).

## Soorten
- Aitilia calcarata Martinsson, 1962 †
- Aitilia calcarulata Martinsson, 1962 †
- Aitilia germanica Schallreuter, 1995 †
- Aitilia gleinitzia Schallreuter, 1995 †
- Aitilia hyrsinicola Martinsson, 1962 †
- Aitilia imperfecta Hansch, 1994 †
- Aitilia jaanussoni Sethi, 1979 †
- Aitilia kosoviana Pribyl, 1988 †
- Aitilia senecta Sarv, 1968 †